# Stazione di Jesenice
La stazione di Jesenice (in Lingua slovena Železniška postaja Jesenice) è una stazione ferroviaria internazionale posta sulle linee ferroviarie Trieste-Jesenice Villaco-Jesenice e fino al 1966 partivano i treni per Tarvisio. Si trova nel centro abitato di Jesenice.